# María Ramírez Fernández
María Ramírez Fernández (Madrid, 1977) és una periodista espanyola.
Nascuda el 1977 a Madrid, és filla de Pedro J. Ramírez. Va estudiar a la Universitat de Colúmbia gràcies a una beca Fulbright. Va treballar 15 anys en El Mundo, mitjà per al qual va estar destinat com a corresponsal a Nova York. Va contreure matrimoni el 7 de juny de 2012 amb el també periodista Eduardo Suárez. Després de la seva sortida de El Mundo el 2014, va ser contractada per Univision.
Co-fundadora de El Español i de «Politibot». Va abandonar El Español  el 2016. En 2017 va obtenir una beca Nieman de la Universitat Harvard. En 2018 eldiario.es va contractar a Ramírez com a directora d'estratègia.